# Sesana
Sesana (in sloveno Sežana [sɛˈʒaːna]) è un comune della Slovenia di 13 824 abitanti appartenente alla regione del Litorale-Carso, posto nel cuore del Carso. Il capoluogo comunale conta 6 146 abitanti.
Si tratta di un comune confinante direttamente con l'Italia (a cui appartenne dal 1920 fino al 1947) attraverso il valico di Fernetti nel comune di Monrupino (TS) e quello di Basovizza nel comune di Trieste, fino all'entrata della Slovenia nell'Unione europea uno dei punti di transito più importanti per le merci italiane dirette nei Balcani.
Una delle principali attività economiche del paese erano appunto quelle connesse ai trasporti internazionali e alle spedizioni, con la presenza nella vicinanza della frontiera di un attrezzato interporto.
Le attività industriali più importanti della zona sono nel comparto della fabbrica degli insaccati, degli adesivi e dei prodotti edili. Attività altrettanto importanti, oltre all'agricoltura ancora molto diffusa, sono quelle collegate al turismo, con la presenza nel territorio comunale di vari casinò, il più importante dei quali situato a Lipizza (sloveno Lipica). Quest'ultima località è importante e conosciuta soprattutto per l'allevamento equino (da cui hanno preso nome i famosi cavalli Lipizzani) e per le scuderie risalenti al periodo asburgico.

## Storia
Nel XIX secolo Sesana (o Sessana, in sloveno Sežana) fece parte dell'Impero austriaco, inclusa nella Contea di Gorizia e Gradisca, a sua volta inquadrata dapprima nel Regno d'Illiria e poi, dal 1849, nel Litorale austriaco. La località costituiva un comune catastale autonomo, che includeva anche i vicini villaggi di Dana (Dane), Samaria (Šmarje o Samarija) e Orlek. In seguito al comune vennero aggregati anche i vicini comuni catastali di Povier (Povir, che includeva i villaggi di Brestovizza, Brestovica, e Goregne, Gorenje); Casle (Kazlje o Kazle); Corgnale (Lokva o Lokev, ted. Kornial, che includeva il villaggio di Prelosa Prelože); Storie (Štorje, che includeva i villaggi di Maicene o Maicene, sl. Majcne o Majceni, Senadole, ted. Unter Senadole, e Podbreže); Merzana (Merče, con i villaggi di Plesivizza, Plišivica o Plešivica, e Serie, Žirje). Negli ultimi decenni del XIX secolo tutti questi comuni vennero nuovamente distaccati da quello di Sesana, che ritornò così ad avere la medesima circoscrizione territoriale di inizio secolo.
In seguito alla prima guerra mondiale e al Trattato di Rapallo, nel 1920 Sesana e il resto della venezia Giulia vennero annesse al Regno d'Italia. Il paese mantenne inizialmente la medesima circoscrizione territoriale del periodo asburgico, venendo inquadrato dal 1922 nella Provincia di Trieste. L'attuale territorio comunale era allora inquadrato nei comuni di:
- Sesana, con le frazioni di Orleg/Orle (Orlek), Dane/Danna (Dane) e Santa Maria/Santa Maria di Sesana (Šmarje )
- Auber/Alber di Sesana (Avber, soppresso nel 1927[13] e aggregato al comune di Tomadio, allora facente parte della Provincia di Trieste)
- Copriva/Capriva del Carso (Kopriva, soppresso nel 1927[14] e aggregato al comune di Duttogliano, allora facente parte della Provincia di Trieste)
- Valgrande/Dol Grande (Veliki Dol, soppresso nel 1928[15] e aggregato al comune di Comeno, allora facente parte della Provincia di Gorizia)
- Vrabice/Monte Urabice (Vrabče, soppresso nel 1928[16] e aggregato al comune di San Vito di Vipacco, allora facente parte della Provincia di Gorizia)
- Pliscovizza/Pliscovizza della Madonna (Pliskovica, soppresso nel 1928[15] e aggregato al comune di Comeno, all'epoca facente parte della Provincia di Gorizia)
- Povir/Poverio (Povir, aggregato nel 1927[17])
- le frazioni Vercogliano, Monrupino Scalo, Zolla di Monrupino (parte), Rupin Grande (parte) e Vogliano (parte) all'epoca facenti parte del comune di Monrupino
- San Giacomo/San Giacomo in Colle (Štjak)
- Scopo/Scoppo (Skopo, soppresso nel 1927[14] e aggregato al comune di Duttogliano, allora facente parte della Provincia di Trieste)
- Storie (Storje, aggregato nel 1927[17]) con
- Tomai/Tomadio (Tomaj).

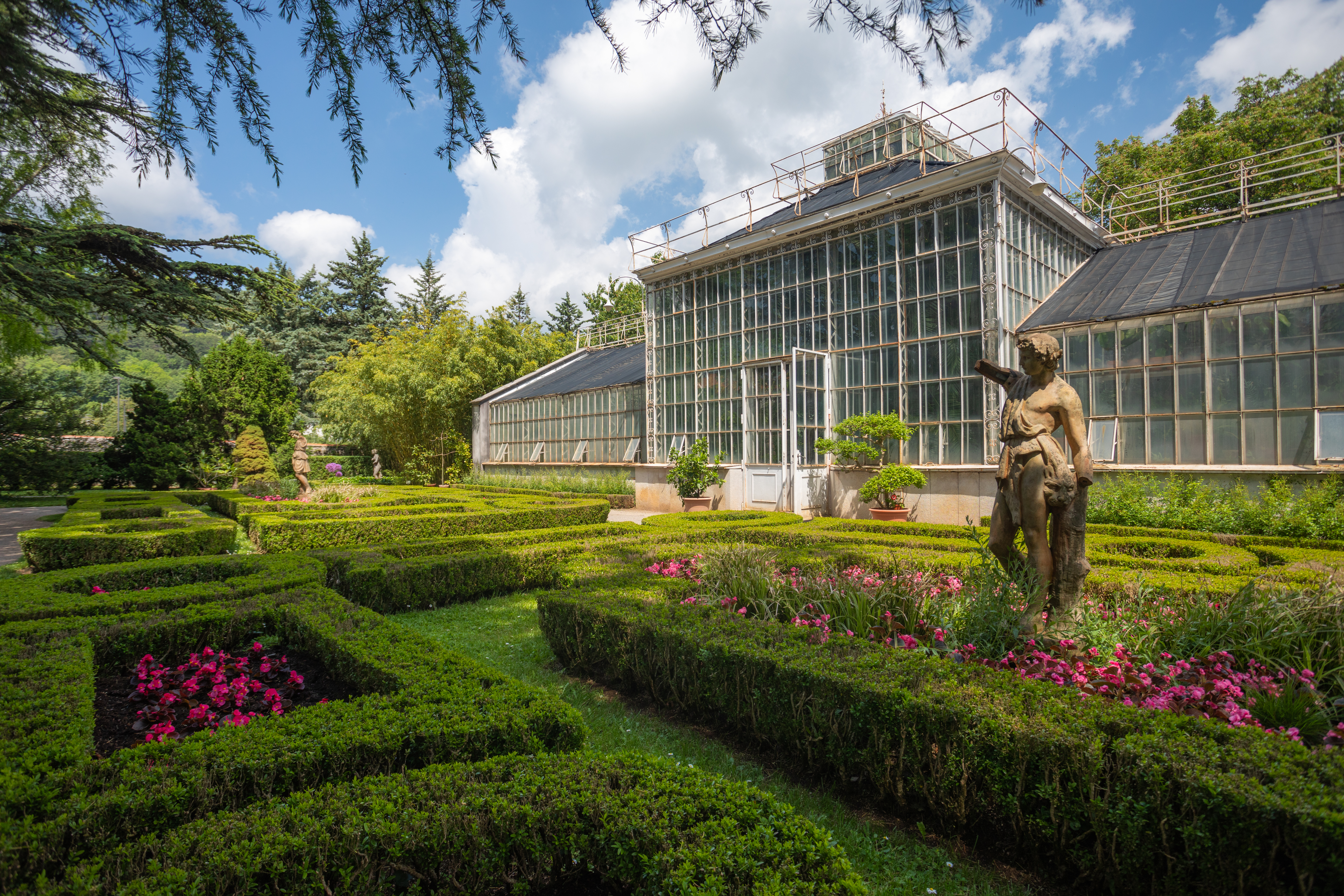
Giardino Botanico

Secondo il censimento del 1921, il 2,63% dei cittadini di Sesana era di lingua italiana.

## Società

### Lingue
| %      | Ripartizione linguistica (gruppi principali) |
| ------ | -------------------------------------------- |
| 1,46%  | madrelingua bosniaca                         |
| 2,58%  | madrelingua croata                           |
| 0,24%  | madrelingua italiana                         |
| 2,46%  | madrelingua serbo-croata                     |
| 85,77% | madrelingua slovena                          |
| 1,81%  | madrelingua serba                            |

## Località

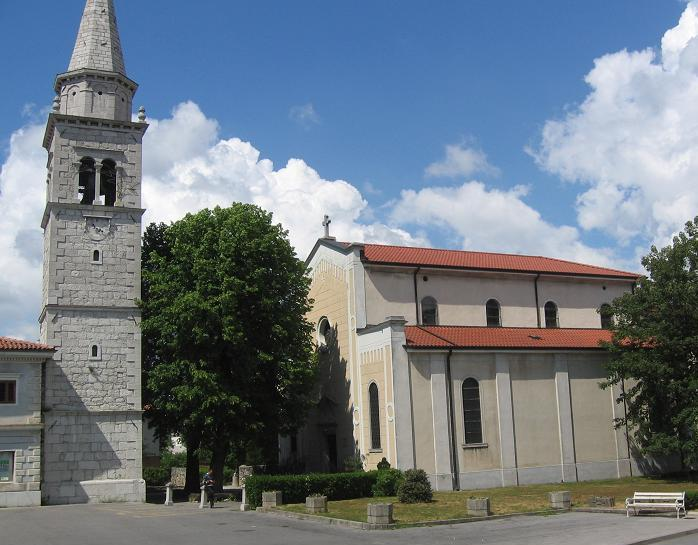
Sesana - La chiesa di San Martino

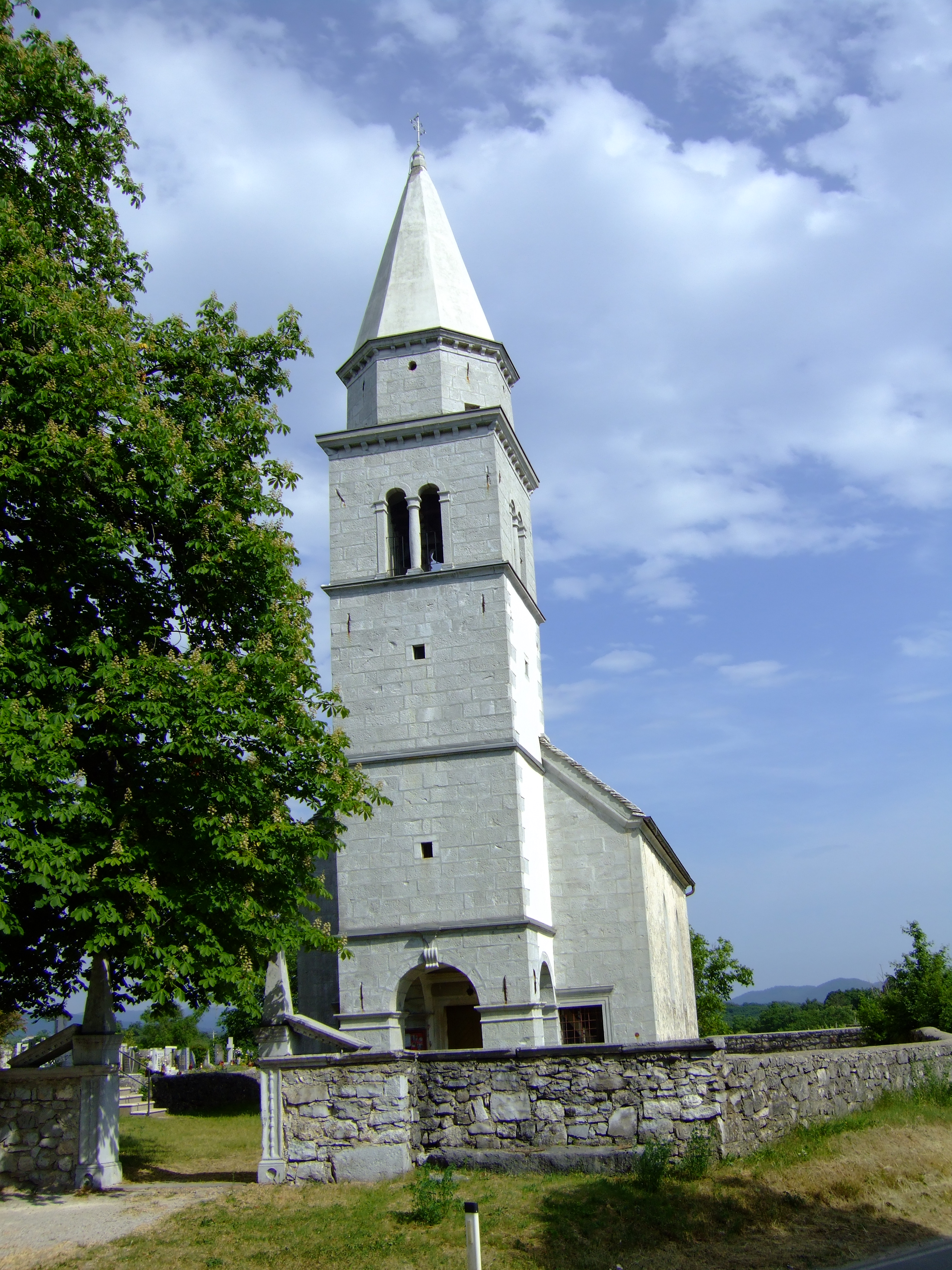
La chiesetta e il cimitero di Croce (Križ)

Il comune di Sesana è diviso in 64 insediamenti (naselja):
- Avber
- Berie[20] (Brje pri Koprivi)
- Bogo
- Brestovica pri Povirju
- Capriva del Carso[20] (Kopriva)
- Corgnale[21] (Lokev)
- Crepegliano[20] (Kreplje)
- Croce[21] (Križ)
- Dane pri Sežani
- Dobraule[21] (Dobravlje)
- Dol pri Vogljah
- Dolenje
- Duttogliano[21] (Dutovlje)
- Filipčje Brdo
- Godnje
- Gorenje pri Divači
- Gradišče pri Štjaku
- Gradnje
- Grahovo Brdo
- Griže
- Hribi
- Jakovce
- Kazlje
- Kosovelje
- Krajna vas
- Kregolišče
- Krtinovica
- Lipizza[21] (Lipica)
- Mahniči
- Majcni
- Merče
- Monte Urabice[22] (Vrabče)
- Nova vas
- Orle[20] (Orlek)
- Paniqua[21] (Ponikve)
- Plešivica
- Pliscovizza[21] (Pliskovica)
- Podbreže
- Poljane pri Štjaku
- Povir
- Prelose di Corgnale[20] (Prelože pri Lokvi)
- Pristava
- Raša
- Ravnje
- Razguri
- San Giacomo in Colle[21] (Štjak)
- San Tommaso[20] (Stomaž)
- Scoppo[20] (Skopo)
- Sela
- Selo
- Senadolice
- Šepulje
- Sesana (Sežana), sede comunale
- Šmarje pri Sežani
- Storie[21] (Štorje)
- Tabor
- Tomadio[21] (Tomaj)
- Tuble[20] (Tublje pri Komnu)
- Utovlje
- Vercogliano di Monrupino[20] (Vrhovlje)
- Vallegrande[22] (Veliki Dol)
- Veliko Polje
- Vogliano[21] (Voglje)
- Žirje

## Amministrazione

### Gemellaggi
Sesana è gemellata con:
- Arbe
- Sisak
- Waregem
- Sant'Ambrogio di Valpolicella
- Sant'Ambrogio sul Garigliano
- Sant'Ambrogio di Torino
- Pardubice
- Podgorica
- Gornji Milanovac
- Montbrison, dal 2011[senza fonte]
- Gevgelija[senza fonte]

## Monumenti e luoghi d'interesse
- Museo vivente del CarsoOrto botanico

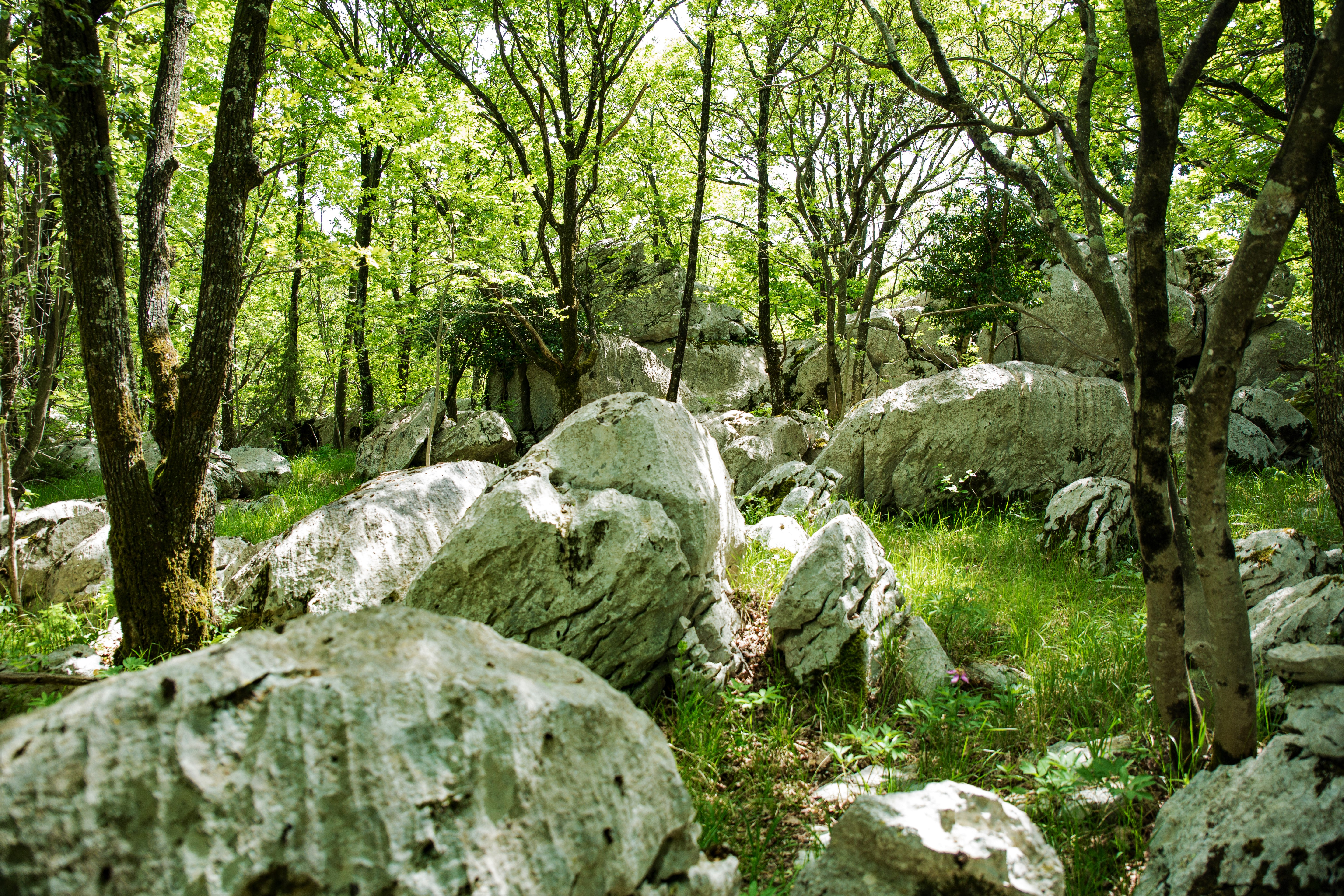
Museo vivente del Carso

L'orto, che si estende su una superficie di un ettaro, è un monumento orticolturale protetto.
L'orto è casa di 198 specie legnose e oltre 100 specie di piante esotiche in vaso. Si possono inoltre visitare il palmarium e l'herbarium nonché le collezioni geologica e archeologica.
I fondatori del parco, la famiglia Scaramangà, fece portare le piante nel parco con le sue navi mercantili che navigavano in tutti i mari del mondo.
- Museo vivente del Carso
- Allevamento di cavalli Lipizza

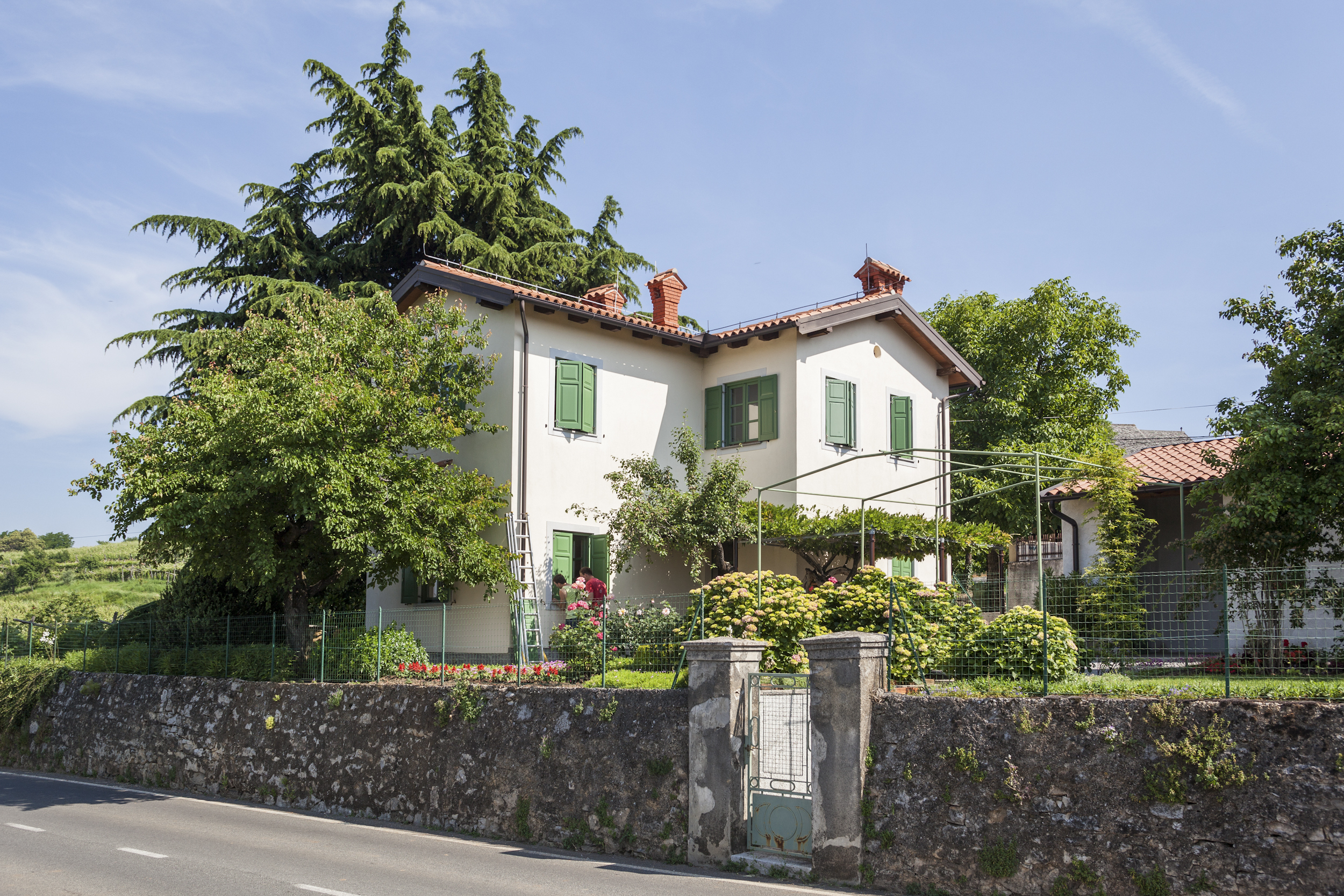
Casa memoriale di Srečko Kosovel a Tomaj

- Stanza commemorativa e casa memoriale di Srečko Kosovel

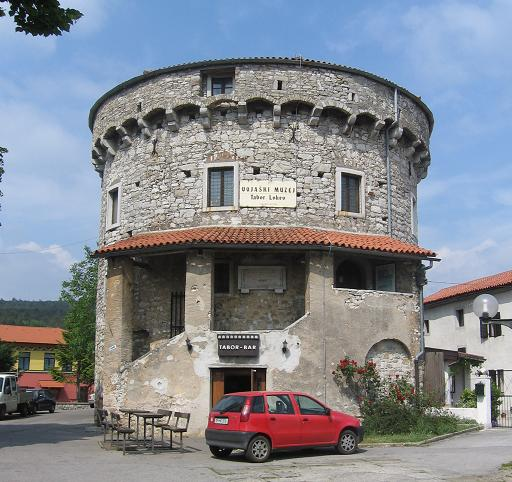
Museo militare a Corgnale

- Museo militare Tabor, Lokev

## Infrastrutture e trasporti
Il centro abitato di Sesana è servito da una stazione ferroviaria, stazione di diramazione tra la linea Jesenice Trieste (la cosiddetta Ferrovia Transalpina) e la Trieste-Vienna (la Ferrovia Meridionale).
Sul territorio comunale si trovano anche le stazioni di Monrupino (Repentabor), Crepegliano (Kreplje), Duttogliano (Dutovlje) e Capriva del Carso (Kopriva) sulla Transalpina e la stazione di Povir sulla Meridionale.